# عبد المالك التميمي
الدكتور عبد المالك خلف سالمين التميمي ، (1943 - 2021) أكاديمي كويتي وأستاذ التاريخ الحديث والمعاصر بجامعة الكويت ومؤرخ وكاتب كويتي.

## السيرة الذاتية
الأستاذ الدكتور عبد المالك خلف سالمين التميمي من مواليد 1943  بدأ دراساته المتوسطة والثانوية في المدرسة المباركية ، وأكملها في ثانوية الشويخ، وواصل دراسته العليا في جامعة عين شمس في القاهرة وبعدها دخل قسم التاريخ بكلية الآداب – جامعة الكويت وتخرج مدرسا للتاريخ، وعمل للفترة من عام 1971 وحتى 1972 مدرسا في المدارس الثانوية في الكويت ومن ثم أرسل في بعثة علمية لنيل الدكتوراه منذ 1972 وحتى 1977 ، وقد حصل علي الدكتوراه من جامعة درم Durham University بالمملكة المتحدة سنة 1978 متخصصا بالتاريخ الحديث للخليج العربي وكانت أطروحته للدكتوراه تدور حول "التبشير في منطقة الخليج العربي.

## مناصبه
- رئيس قسم التاريخ بجامعة الكويت خلال أعوام 1982 - 1984 - 1989 - 1995 - 2007 - 2011 .
- محكم لدي المجلس الوطني للثقافة والفنون والآداب.
- مدرسا في قسم التاريخ بكلية الآداب – جامعة الكويت حتى 1983.
- أستاذ مساعد 1989.
- مساعدا لعميد كلية الآداب للشؤون الأكاديمية عام 1985 - 1989.
- مستشار مجلة عالم الفكر التي يصدرها المجلس الوطني 1995
- رئيس تحرير مجلة العلوم الإنسانية 2000 - 2002.
- رئيس تحرير مجلة التاريخ والآثار بدول مجلس التعاون 2003 - 2008.
- مدير برنامج الدراسات العليا بقسم التاريخ عامي 2014 - 2016.

## جوائزه
- حاصل علي جائزة مؤسسة الكويت للتقدم العلمي لافضل بحث عام 1997.

## مشاركاته
- شارك في عدد من المؤتمرات والندوات العلمية المحلية والعربية.
- قام بزيارات علمية لبريطانيا والولايات المتحدة الامريكية والهند وسوريا ومنطقة الخليج العربي.
- أشرف علي عدد من رسائل الماجستير بقسم التاريخ بجامعة الكويت.
- قام بتحكيم الإنتاج العلمي لترقيات عدد من أعضاء هيئة التدريس في جامعات خليجية وعربية.
- قام بتحكيم عدد من البحوث لمجلات علمية محليا وخليجيا وعربيا.
- نشر عددا كبير من المقالات في المجلات والصحف الكويتية والعربية.[5]
- إشترك في ندوات وحوارات تلفزيونية وإذاعية.

## مؤلفاته
- التبشير في منطقة الخليج العربي 1982 - 2003 - 2013.
- الاستيطان الأجنبي في الوطن العربي 1983 - 1989.[6]
- أضواء علي المغرب العربي 2011.
- الخليج العربي والمغرب الإسلامي 1999.
- قضايا واشكاليات سياسية اجتماعية ثقافية 2011.
- الكويت والخليج المعاصر 1992م.
- أبحاث في تاريخ الكويت 1992 - 1999 - 2006 - 2012 .
- المياه العربية - التحدي والاستجابة 1999 - 2008.
- تاريخ الناس في منطقة الخليج العربي 2004.
- محاضرات في تاريخ العرب المعاصر 2009 م
- الطبقة الوسطى في العالم العربي الكويت 2009 م
- الحداثة والتحديث في دول الخليج العربية 2017.
- سيرة أستاذ جامعي 2016.
- رواية «النهار الطويل» تجربة شاهد عيان 2013.
- الحداثة والتحديث في دول الخليج العربية 2018.[7]

## حياته الأسرية
متزوج من الطبيبة مريم إبراهيم الجاسم ولديه ولدان :
- هشام عبد المالك التميمي.
- قتيبة عبد المالك التميمي.

## وصلات خارجية
- [8]
- [9]
- [10]

## إقرا أيضا
- أ.د. عبد الله يوسف الغنيم
- أحمد الدعيج
- خالد سعود الزيد
- خليفة الوقيان